# Ібрагім Осман
Ібрагі́м О́сман (англ. Ibrahim Osman; нар. 29 листопада 2004, Аккра) — ганський футболіст, вінгер англійського клубу «Брайтон енд Гоув Альбіон» і збірної Гани. На правах оренди виступає за французький «Осер».

## Клубна кар'єра

### «Норшелланн»
Почав займатися футболом у ганській академії «Право на мрію». На початку 2023 року підписав свій перший професіональний контракт з данським клубом «Норшелланн». 24 лютого дебютував за команду, вийшовши на заміну Ернесту Нуама в матчі Суперліги проти «Оденсе». Всього в сезоні 2022–23 провів за «Норшелланн» 10 матчів в усіх турнірах.
31 липня 2023 року в поєдинку проти «Орхуса» забив свій перший гол за «Норшелланн». 10 серпня дебютував в Лізі конференцій УЄФА в матчі третього кваліфікаційного раунду проти клубу «Стяуа». Свій перший гол в єврокубках забив 31 серпня в матчі раунду плей-оф проти «Партизана».

### «Брайтон енд Гоув Альбіон»
10 лютого 2024 року підписав контракт з англійським клубом «Брайтон енд Гоув Альбіон», розрахований до червня 2029 року. Сума трансферу склала 16 млн фунтів, а гравець приєднається до команди з 1 липня 2024 року..

#### Оренда у «Феєнорд»
Після переходу в «Брайтон» 15 серпня 2024 року відправився в оренду в нідердандський клуб «Феєнорд» до кінця сезону. 14 вересня 2024 року дебютував за «Феєнорд» в матчі Ередивізі проти «Гронінгена», вийшовши на заміну Барту Ньївкопу. 2 жовтня 2024 року в матчі проти іспанської «Жирони» дебютував у Лізі чемпіонів УЄФА, вийшовши в стартовому складі. 19 жовтня 2024 року в матчі Ередивізі проти клубу «Гоу Егед Іглз» забив свій перший гол за «Феєнорд».

#### Оренда в «Осер»
8 липня 2025 року відправився в сезонну оренду у французький «Осер». 17 серпня дебютував за нову команду в матчі Ліги 1 проти «Лор'яна», вийшовши в стартовому складі.

## Кар'єра в збірній
18 березня 2024 року вперше викликаний до збірної Гани головним тренером Отто Аддо для участі в товариських матчах проти збірних Нігерії та Уганди. 22 березня в поєдинку з Нігерією дубютував за збірну Гани, замінивши Джордана Аю.

## Статистика виступів

### Клубна статистика
Станом на 17 серпня 2025 
| Клуб                     | Сезон             | Чемпіонат         | Чемпіонат | Чемпіонат | Кубок | Кубок | Єврокубки | Єврокубки | Всього | Всього |
| Клуб                     | Сезон             | Дивізіон          | Матчі     | Голи      | Матчі | Голи  | Матчі     | Голи      | Матчі  | Голи   |
| ------------------------ | ----------------- | ----------------- | --------- | --------- | ----- | ----- | --------- | --------- | ------ | ------ |
| Норшелланн               | 2022–23           | Суперліга         | 6         | 0         | 4     | 0     | 0         | 0         | 10     | 0      |
| Норшелланн               | 2023–24           | Суперліга         | 29        | 6         | 5     | 2     | 10        | 2         | 44     | 10     |
| Норшелланн               | Всього            | Всього            | 35        | 6         | 9     | 2     | 10        | 2         | 54     | 10     |
| Брайтон енд Гоув Альбіон | 2024–25           | Прем'єр-ліга      | 0         | 0         | 0     | 0     | 0         | 0         | 0      | 0      |
| → Феєнорд                | 2024–25           | Ередивізі         | 22        | 3         | 3     | 1     | 7         | 0         | 32     | 4      |
| → Осер                   | 2025–26           | Ліга 1            | 1         | 0         | 0     | 0     | 0         | 0         | 1      | 0      |
| Всього за кар'єру        | Всього за кар'єру | Всього за кар'єру | 58        | 9         | 12    | 3     | 17        | 2         | 87     | 14     |

1. ↑  Кубок Англії, Кубок Данії
2. ↑  Матчі в Лізі конференцій УЄФА
3. ↑  Матчі в Лізі чемпіонів УЄФА

### Міжнародна статистика
Станом на 26 березня 2024 
| Збірна            | Сезон             | Товариські | Товариські | Офіційні | Офіційні | Всього | Всього |
| Збірна            | Сезон             | Матчі      | Голи       | Матчі    | Голи     | Матчі  | Голи   |
| ----------------- | ----------------- | ---------- | ---------- | -------- | -------- | ------ | ------ |
| Гана              |                   |            |            |          |          |        |        |
| 2024              | 2                 | 0          | 0          | 0        | 2        | 0      |        |
| Всього за кар'єру | Всього за кар'єру | 2          | 0          | 0        | 0        | 2      | 0      |

### Матчі за збірну
Станом на 26 березня 2024 
| Матчі Ібрагіма Османа за збірну Гани | Матчі Ібрагіма Османа за збірну Гани | Матчі Ібрагіма Османа за збірну Гани | Матчі Ібрагіма Османа за збірну Гани | Матчі Ібрагіма Османа за збірну Гани | Матчі Ібрагіма Османа за збірну Гани | Матчі Ібрагіма Османа за збірну Гани | Матчі Ібрагіма Османа за збірну Гани |
| №                                    | Дата                                 | Суперник                             | Рахунок                              | Голи                                 | Картки                               | Хвилини                              | Змагання                             |
| ------------------------------------ | ------------------------------------ | ------------------------------------ | ------------------------------------ | ------------------------------------ | ------------------------------------ | ------------------------------------ | ------------------------------------ |
| 1                                    | 22 березня 2024                      | Нігерія                              | 1–2                                  |                                      |                                      | 1'                                   | Товариський матч                     |
| 2                                    | 26 березня 2024                      | Уганда                               | 2–2                                  |                                      |                                      | 1'                                   | Товариський матч                     |

Всього: 2 матчі / 0 голів; 0 перемог, 1 нічия, 1 поразка.

## Досягнення
Особисті досягнення
- Команда місяця данської Суперліги: серпень 2023[24]